# Långholm, Tövsala
Långholm är en ö i Finland.   Den ligger i kommunen Tövsala i landskapet Egentliga Finland, i den sydvästra delen av landet, 190 km väster om huvudstaden Helsingfors. Arean är 0,25 kvadratkilometer.
Terrängen på Långholm är mycket platt. Öns högsta punkt är 19 meter över havet. Den sträcker sig 0,7 kilometer i nord-sydlig riktning, och 0,6 kilometer i öst-västlig riktning.